# 1987 في هولندا
هذه المقالة تسرد بعض الأحداث التي حدثت في هولندا في 1987.

## حالي
- ملك: بياتريكس ملكة هولندا
- رئيس الوزراء: ريود لوبيرز